# میروتیتسه
میروتیتسه (به چکی: Mirotice) یک منطقهٔ مسکونی و شهرستان دارای شهرک سابقاً روستا در جمهوری چک است که در ناحیه پیسک واقع شده‌است. میروتیتسه ۱٬۱۵۷ نفر جمعیت دارد.